# Nioaque
Nioaque é um município brasileiro da região Centro-Oeste, situado no estado de Mato Grosso do Sul.

## História
No ano de 1847 partia uma expedição comandada por Joaquim Francisco Lopes, ousado sertanista, com o objetivo de encontrar uma rota fluvial para ligar Mato Grosso ao Paraná. Após viagem longa e árdua, a expedição colonizadora aportou na região do encontro dos Rios Nioaque e Urumbeva.
Lopes fincou no exato dia 08 de abril, dois cernes de Piúva, onde gravou a era de 1849 as iniciais B e A, em homenagem ao Barão de Antonina que propiciara a expedição, fundando assim a cidade de Nioaque.
Em 1877, foi criado o Distrito de Nioaque, que neste período recebeu a denominação de Levergeira, sendo levado posteriormente à categoria de município no dia 18 de Julho de 1890, desmembrado portanto do município de Miranda e sendo novamente nomiado só que desta vez como Vila de Levergeira.
Com peculiaridades ímpares, Nioaque é uma das mais antigas cidades do então estado do Mato Grosso. Com as duas invasões ocorridas durante a Guerra do Paraguai tornou um dos principais patrimônios culturais do atual Mato Grosso do Sul. A memória popular conta que no município teria hospedado pessoas importantes no cenários da Guerra.
Na praça central, um canhão e um Monumento dos Heróis da Retirada da Laguna, simbolizam toda a história ali protagonizada reverenciando a bravura daqueles que lutaram por este país, eternizando momentos de rincões do próspero município deixando a certeza de que nenhum soldado tombou em vão. 

### Topônimo
Seu topônimo deriva da palavra tupi-guarani "Anhuac" que traduzida para o Português significa "Clavícula quebrada". Anhuac, era a designação do rio, hoje Nioaque, que banha a cidade. Sua grafia antiga era "Nioac".

## Geografia

### Localização
O município de  está situado no sul da região Centro-Oeste do Brasil, no Sudoeste de Mato Grosso do Sul (Microrregião de Bodoquena). Localiza-se a uma latitude 21º08'07" sul e a uma longitude 55º49'48" oeste. Distâncias:
- 180 km da capital estadual (Campo Grande)
- 1 205 km da capital federal (Brasília).

### Geografia física
Solo
Na porção oeste do município de Nioaque, predomina a ocorrência de Alis solo de textura arenosa média, com baixa fertilidade natural, já na porção central e a Leste, há ocorrência de Latossolos Vermelho-Escuro de textura média e argilosa, além de Neossolos há ocorrência de Solo Argiloso.
Relevo e altitude
Está a uma altitude de 200 m. A topografia mais abrupta do município encontra-se ao leste, com uma larga faixa de cuesta de norte a sul além de algumas escarpas e ressaltos topográficos. Os modelados de dissecação de topos colinosos estão disseminados em vários locais, onde por sua natureza apresentam uma diversidade mais acentuada, contrastando com os dissecados tabulares e as áreas e acumulação fluvial.
A geomorfologia do município de Nioaque divide-se em duas Regiões: 
- Região dos Planaltos da Borda Ocidental da Bacia do Paraná, com a unidade geomorfológica Planalto de Dourados
- Região da Depressão do Alto Paraguai, com as unidades: Piemontes da Serra de Maracaju e Depressão de Aquidauana-Bela Vista. Apresenta relevo plano, geralmente elaborado por várias fases de retomada erosiva, com relevos elaborados pela ação fluvial e áreas planas resultante de acumulação fluvial sujeita a inundações periódicas

Clima, temperatura e pluviosidade
Está sob influência do clima tropical (AW). Na região sudoeste do município, o clima é úmido, apresentando índice efetivo de umidade com valores anuais de 40 a 60%. A precipitação pluviométrica anual varia de 1.750 a 2.000mm, e os excedentes hídricos de 1.200 a 1.400mm durante 7 a 8 meses e deficiência hídrica de 200 a 450 mm, durante três meses. Para o restante da área do município, o clima regional com sua variação meso climática, é o úmido a sub-úmido, apresentando índice efetivo de umidade com valores anuais variando de 20 a 40%. Sendo que a precipitação pluviométrica anual varia entre 1.500 a 1.750mm, excedente hídrico anual de 800 a 1.200mm, durante 05 a 6 meses e deficiência hídrica de 350 a 500mm, durante 4 meses. A temperatura média anual do município nas 252 proximidades de sua sede é em torno de 25°C, no extremo sudoeste é de 23°C e na sua área total central é de 24°C. A evapotranspiração potencial total anual varia de 100 a 1.300mm. 
Hidrografia
Está sob influência da Bacia do Rio da Prata. Rios do município:
- Rio Canindé: afluente pela margem esquerda do rio Nioaque, no município de Nioaque.
- Rio Miranda: afluente pela margem esquerda do rio Paraguai. Possui 700 km de extensão, sendo 200 km navegáveis. Faz divisa entre os municípios de Bonito e Nioaque. Passa nas proximidades da cidade de Miranda. Deságua no rio Paraguai na altura do distrito de Albuquerque.
- Rio Nioaque: afluente pela margem direita do rio Miranda, no município de Nioaque. Nasce na serra de Maracaju, passa pela cidade de Nioaque, fazendo divisa entre este município e o de Anastácio.
- Rio São Miguel: afluente pela margem esquerda do rio Nioaque, no município de Nioaque.

Vegetação
Predominando e distribuídas quase que equitativamente encontra-se a pastagem plantada e a vegetação natural representada pelo Cerrado e pelo seu contato com a Floresta Estacional.

### Geografia política
Fuso horário
Está a -1 hora com relação a Brasília e -4 com relação a Meridiano de Greenwich (Tempo Universal Coordenado)
Área
Ocupa uma superfície de 3 923,798 km².
Subdivisões
Nioaque (distrito-único).
Arredores
Guia Lopes da Laguna, Sidrolândia, Anastácio, Aquidauana e Maracaju

## Infraestrutura

### Transporte intermunicipal
O transporte é realizado pela empresa Cruzeiro do Sul.

### Rede bancária
- Existe uma agência do Banco do Brasil
- A agência dos Correios conta com um terminal de atendimento do Banco do Brasil.
- A casa lotérica da cidade opera com terminal de atendimento da Caixa Econômica Federal.
- Existe um posto de atendimento do Banco Bradesco.
- Existe uma agência do Sicredi [11]

### Saúde
O 9° GAC dispõe de uma Seção de Saúde que presta atendimento médico à família militar, estando equipada com gabinete odontológico e um laboratório de análises, onde são realizados alguns tipos de exames.
Na cidade existe um pequeno hospital APAMIN (Associação de Proteção Assistência a Maternidade e Infância de Nioaque), que está fechado e sem previsão de ser reaberto. Os atendimentos básicos são realizados no posto médico da cidade, sendo comum a saída para as cidades de Jardim, Guia Lopes da Laguna e Aquidauana para demais consultas. Já o atendimento com especialistas, Campo Grande supre as necessidades e cabe ressaltar, também, que o HGeCG está localizado na Capital.

### Ensino
Existe na cidade ensino de nível superior que é proporcionado pela UNIDERP Interativa nos cursos de Ciências Contábeis, Letras e Administração de Empresas.
Existem, também, estabelecimentos públicos de ensino fundamental e médio.
A cidade conta com uma Escola de Ensino Particular Infantil chamada O Pequeno príncipe.

### Forças armadas
| Organização                         | Sigla    |
| ----------------------------------- | -------- |
| 9.º Grupo de Artilharia de Campanha | 9º G A C |

## Filhos ilustres
- Ver Biografias de nioaquenses notórios